# Jide Tom Akinleminu
Jide Tom Akinleminu (* 1981) ist ein dänischer Kameramann und Filmregisseur.

## Leben
Jide Tom Akinleminu wurde 1981 als Sohn einer dänischen Bibliothekarin und eines nigerianischen Agrarwissenschaftlers in Dänemark geboren. Einige Jahre seines Lebens verbrachte er in der Stadt Ikorodu in Nigeria, lebte aber ab 1991 in Dänemark. Er studierte Fotokunst an der „Fatamorgana“, der dänischen Schule für Kunstfotografie, und später Tontechnik und Fotografie sowie Kamera an der Deutschen Film- und Fernsehakademie Berlin und erwarb mit dem Dokumentarfilm Portrait of a lone farmer dort 2013 seinen Abschluss. Dieser gewann unter anderem im Jahr 2014 den 3Sat-Dokumentarfilmpreis.
Sein Film When a farm goes aflame wird im Juni 2021 bei den Internationalen Filmfestspielen Berlin in der Sektion Perspektive Deutsches Kino gezeigt. Dort wurde er 2018 von Berlinale Talents für den Film mit dem Kompagnon-Förderpreis ausgezeichnet.
Akinleminu lebt seit 2004, dem Beginn seines Studiums an der DFFB, in Berlin.

## Filmografie
- 2013: Portrait of a Lone Farmer (Dokumentarfilm, auch Regie)
- 2015: Die Sommersprosse (Kurzfilm)
- 2017: Gatekeeper
- 2020: Death on the Streets
- 2021: When a farm goes aflame (Dokumentarfilm, auch Regie)
- 2022: No U-Turn

## Auszeichnungen
Internationale Filmfestspiele Berlin
- 2018: Auszeichnung mit dem Kompagnon-Förderpreis (When a farm goes aflame)[1]
- 2022: Lobende Erwähnung für den Film No U-Turn beim Wettbewerb um den Berlinale Dokumentarfilmpreis[5]

Torino Film Festival
- 2013: Auszeichnung mit dem Cipputi Award (Portrait of a Lone Farmer)
- 2013: Nominierung als Bester internationaler Dokumentarfilm für den Preis der Stadt Turin (Portrait of a Lone Farmer)